# Vinnie Pasquantino
Vincent Joseph Pasquantino, detto Vinnie (Richmond, 10 ottobre 1997), è un giocatore di baseball statunitense naturalizzato italiano che gioca nel ruolo di prima base per i Kansas City Royals della Major League Baseball (MLB).

## Carriera

### Gli inizi
Frequentò prima la James River High School della contea di Chesterfield, Virginia, e successivamente la Old Dominion University, situata anch'essa in Virginia.
Nel 2019 venne selezionato dai Kansas City Royals all'undicesimo giro del draft MLB di quell'anno. Iniziò così la sua scalata tra le leghe minori partendo dai Burlington Royals, che erano impegnati nell'Appalachian League la quale all'epoca era classificata come una classe Rookie. Nel 2020 rimase fermo poiché tutte le leghe della Minor League Baseball cancellarono la propria stagione a causa della pandemia di COVID-19. Nel 2021 si divise tra i Quad Cities River Bandits (classe A-avanzata), i Northwest Arkansas Naturals (classe Doppia-A) e infine i Tigres del Licey (lega invernale dominicana). Cominciò nelle minors anche la stagione 2022, in questo caso agli Omaha Storm Chasers a livello Triplo-A.

### MLB
A seguito dello scambio che portò il prima base Carlos Santana a Seattle, il 27 giugno 2022 i Kansas City Royals decisero di promuovere Pasquantino nel proprio roster MLB. Debuttò in MLB il 28 giugno 2022, nella sconfitta interna contro i Texas Rangers. Nel corso dell'estate venne nominato giocatore della settimana dell'American League per il periodo compreso tra l'8 e il 14 agosto, quando nell'arco di 6 partite viaggiò con una media battuta di .455 con 4 fuoricampo e 6 punti battuti a casa. A fine anno la sua media battuta fu di .295, i fuoricampo 10, i punti battuti a casa 26.
Il 14 giugno 2023 venne reso noto che la stagione 2023 di Pasquantino (che fin lì aveva battuto .247 con 9 fuoricampo e 26 punti battuti a casa in 61 partite) sarebbe anticipatamente terminata a causa di un'operazione chirurgica alla spalla.